# Iberiensteinbock
Der Iberiensteinbock (Capra pyrenaica) ist eine auf der Iberischen Halbinsel verbreitete Art der Ziegen. Trotz der äußerlich recht deutlichen Unterschiede gleicht er genetisch stark dem Alpensteinbock.

## Aussehen
Der Iberische Steinbock wirkt kleiner und zierlicher als der Alpensteinbock. Seine Kopfrumpflänge beträgt 100 bis 140 cm, seine Schulterhöhe 65 bis 75 cm und das Gewicht liegt bei etwa 40 kg (Weibchen) bzw. 80 kg (Böcke). Das Fell ist hellbraun gefärbt und ähnelt dem der Bezoarziege. Im Sommer ist es hell- bis rotbraun. Das Gehörn des Iberiensteinbocks ist anders geformt als das des Alpensteinbocks. Es wird beim Bock bis zu 75 cm lang. Sie krümmen sich zuerst nach außen und oben, später nach innen zurück und haben eine scharfe Hinterkante. Die Geiß besitzt nur kurze, kaum gebogene Hörner.

## Verbreitungsgebiet und Unterarten

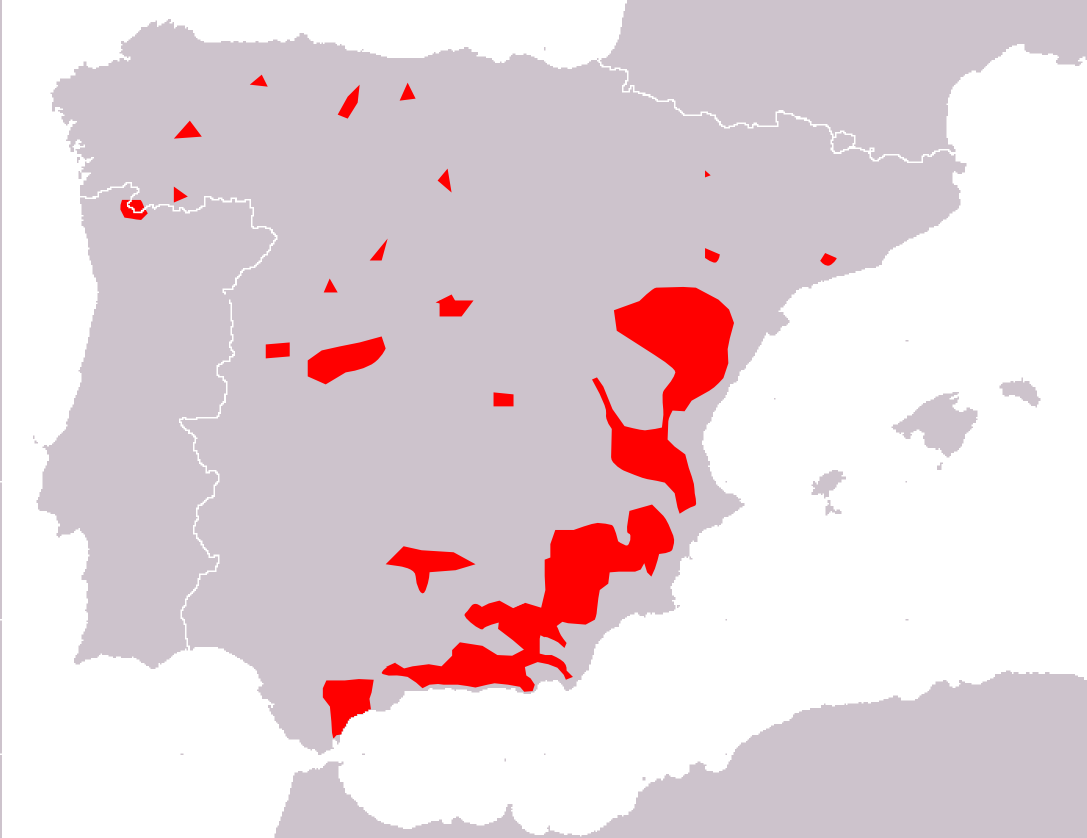
Verbreitungsgebiet des Iberiensteinbocks

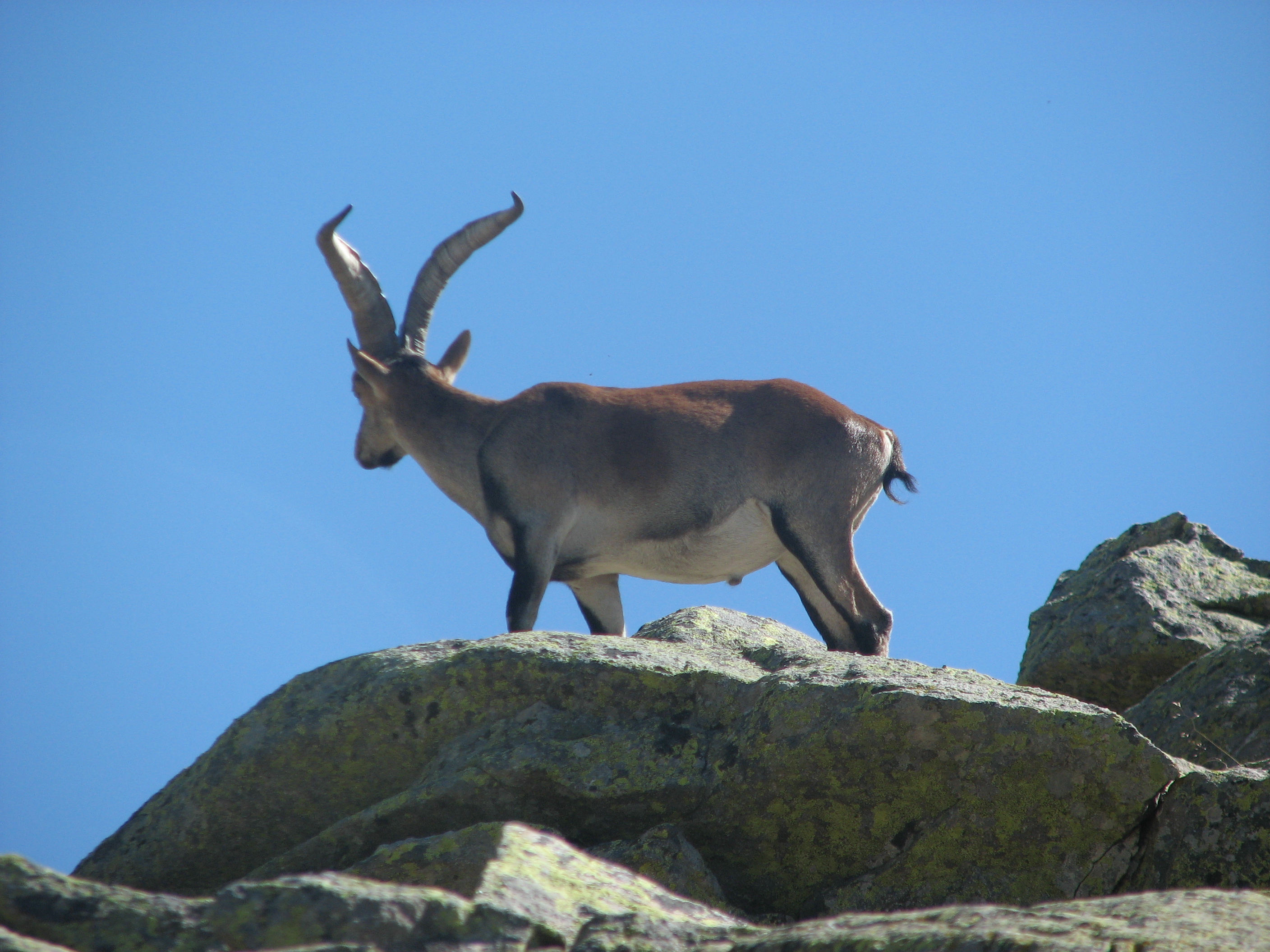
Gredos-Steinbock (C. p. victoriae) in der Sierra de Gredos

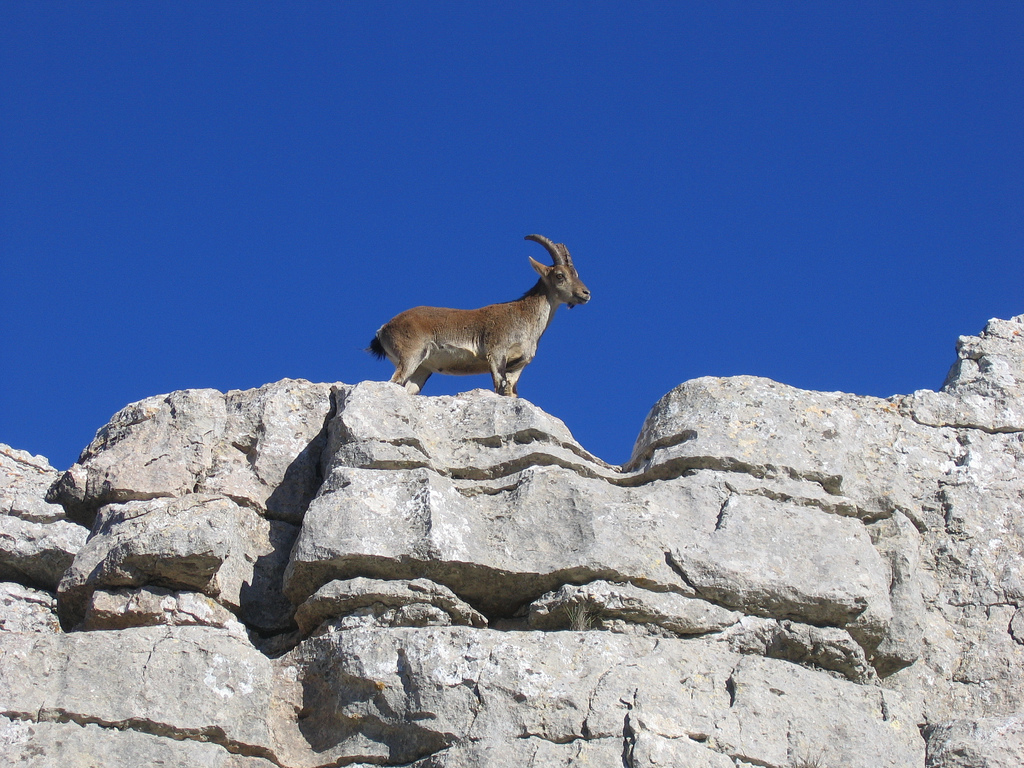
Iberischer Steinbock der Unterart C. p. hispanica in El Torcal, Málaga

Ursprüngliches Verbreitungsgebiet waren die Pyrenäen und mehrere Bergketten Spaniens und Portugals. Heute ist es durch heftige Bejagung jedoch stark geschrumpft, weshalb die gesamte Art potentiell gefährdet ist.
Vier Unterarten werden unterschieden, von denen zwei ausgestorben sind. Der Portugiesische Steinbock (C. p. lusitanica) wurde bereits 1890 ausgerottet.
Der Pyrenäen-Steinbock (C. p. pyrenaica) wurde im 19. Jahrhundert auf der französischen Seite der Pyrenäen ausgerottet; in den 1980ern gab es auf der spanischen Seite noch 30 Tiere, in den 1990ern fiel die Zahl weiter; das letzte lebende Exemplar, ein Weibchen, starb am 6. Januar 2000, womit die Unterart ausgestorben war. Da die Population streng geschützt und bewacht war, sind die Gründe des Aussterbens rätselhaft; vermutet wird eine Anfälligkeit für Infektionen, die von Rinder- und Ziegenherden ausgingen. Versuche, diese Unterart durch Klonen wieder zum Leben zu erwecken, sind bisher gescheitert. 2013 wurden jedoch gewöhnliche Iberiensteinböcke in den französischen Pyrenäen wieder angesiedelt, je 40 Tiere im Bereich des Pyrenäen-Nationalparks und im Bereich des Mont Valier im Ariège.
Die zwei weiteren Unterarten sind einigermaßen gesichert: Der Andalusische Steinbock (C. p. hispanica) aus dem Südosten Spaniens zählt etwa 8000 Exemplare. Der Gredos-Steinbock (C. p. victoriae) aus Zentral-Spanien war 1905 bis auf zwölf Tiere ausgerottet; die wurden aber streng geschützt und konnten sich heute wieder zu einer Population von 3500 vermehren. Da dieser Bestand aber noch immer nicht wirklich gesichert ist, gilt die Unterart weiter als gefährdet.

## Lebensweise
Wie andere Steinböcke und Wildziegen bewohnt die Art felsiges oder bergiges Gelände.
In Lebensweise und Ernährung unterscheidet sich die Art kaum vom Alpensteinbock. Wie dieser ernährt er sich von Gräsern, Kräutern und Blättern. Die Paarungszeit fällt in die Zeit zwischen November und Januar. In dieser Zeit leben die Tiere in gemischten Gruppen von etwa zehn Tieren, die aus Böcken und Geißen bestehen. Ab Februar verlassen die alten Böcke diese Gruppen. Im April, wenn die trächtigen Weibchen ihre Jungen gebären, verlassen auch die halbwüchsigen die Gruppen. Im Herbst bilden sich dann wieder größere gemischte Herden. Die Tragezeit beträgt sechs Monate und endet im Mai mit der Geburt eines Jungtieres (Kitz), in seltenen Fällen auch Zwillingen.

## Systematik
Der Iberiensteinbock ist eine Art aus der Gattung der Ziegen (Capra) innerhalb der Familie der Hornträger (Bovidae). Nach molekulargenetischen Untersuchungen steht er dem Alpensteinbock (Capra ibex) am nächsten. Beide Arten bilden eine monophyletische Gruppe. Ihre Trennung erfolgte je nach angewandter Untersuchungs- und Kalibrierungsmethodik im Alt- und Mittelpleistozän vor 2,5 Millionen bis vor 500.000 Jahren oder – deutlich später – im Jungpleistozän vor 90.000 bis 50.000 Jahren. Die gemeinsame Herkunft der beiden Arten befürwortet eine einzelne Einwanderungswelle der Vorfahren nach Europa. Bezüglich der Unterarten des Iberiensteinbocks ergaben sich den genetischen Analysen zufolge eine engere Beziehung des Andalusischen Steinbocks (C. p. hispanica) und des Gredos-Steinbocks (C. p. victoriae) mit dem Alpensteinbock, während der Pyrenäen-Steinbock (C. p. pyrenaica) die Schwestergruppe darstellt. Letzterer wird daher auch als eigenständige evolutive Einheit angesehen.

## Bilder

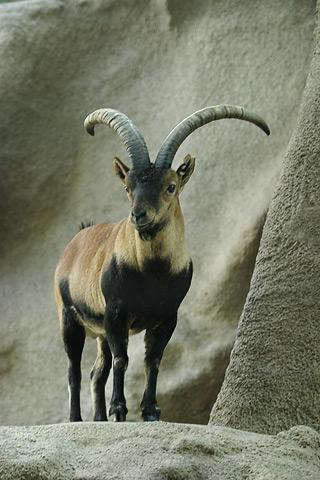
Iberischer Steinbock im San Diego Zoo
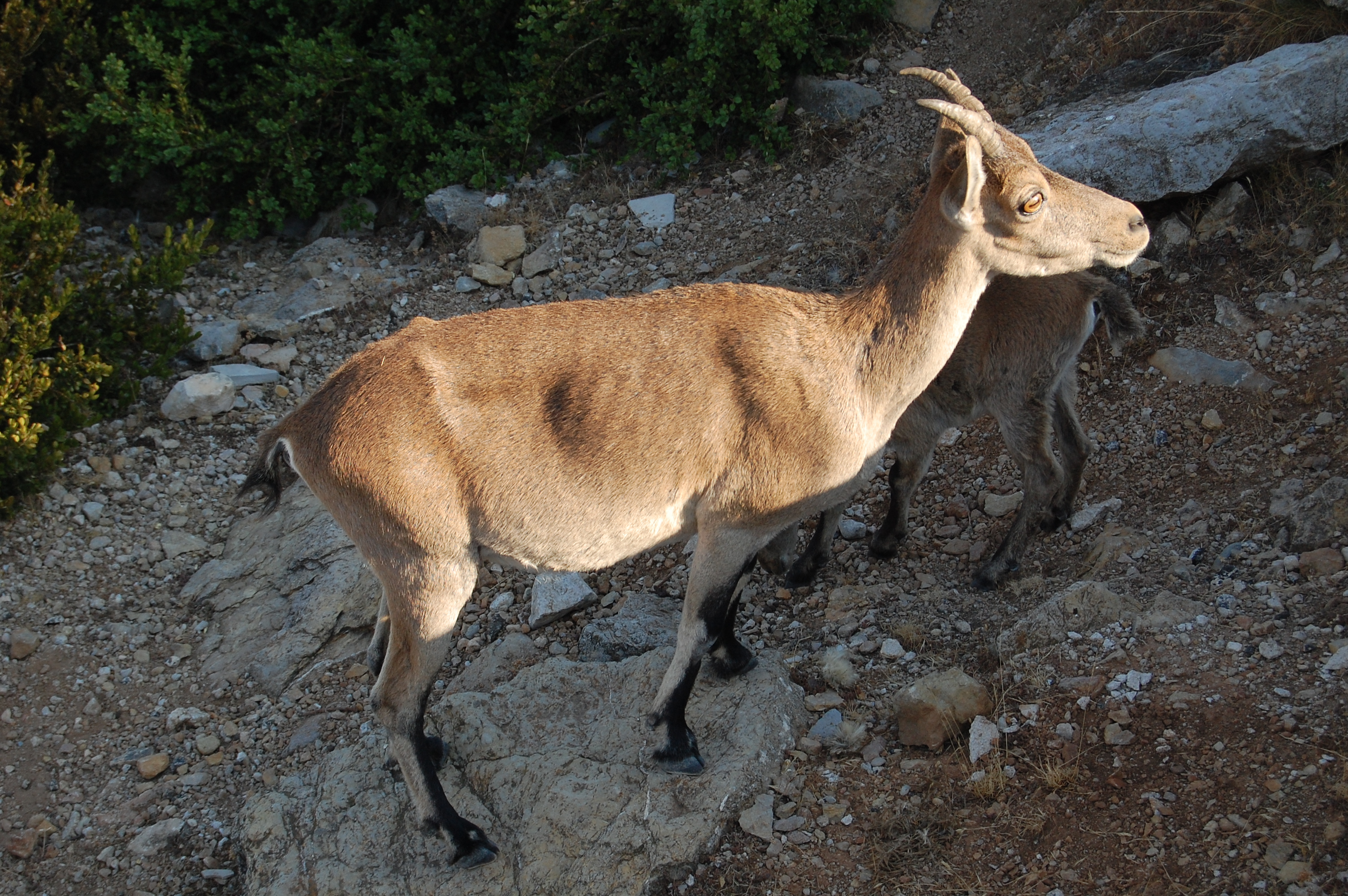
Weibchen des Iberiensteinbocks
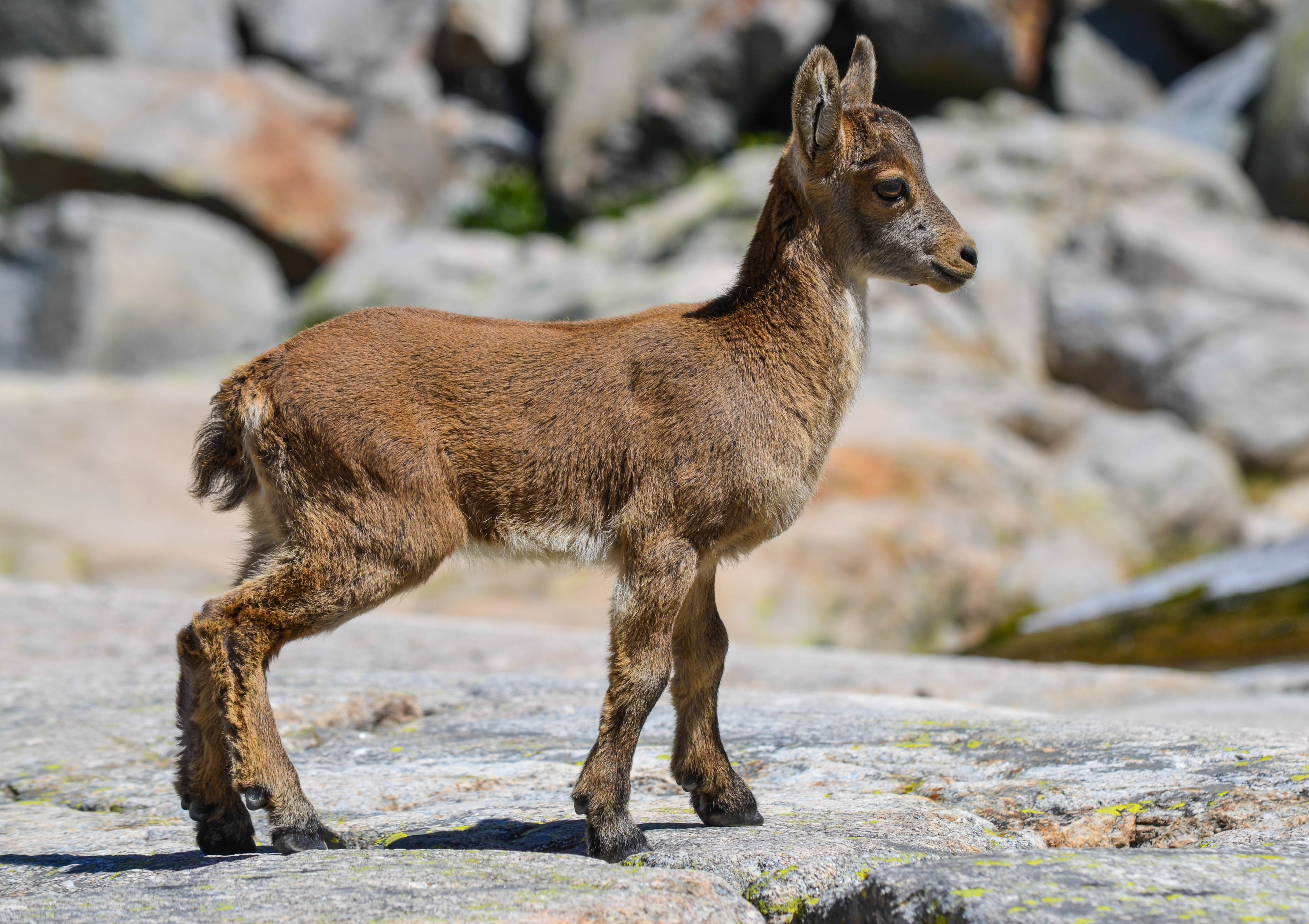
Jungtier des Gredos-Steinbocks in der Sierra de Gredos
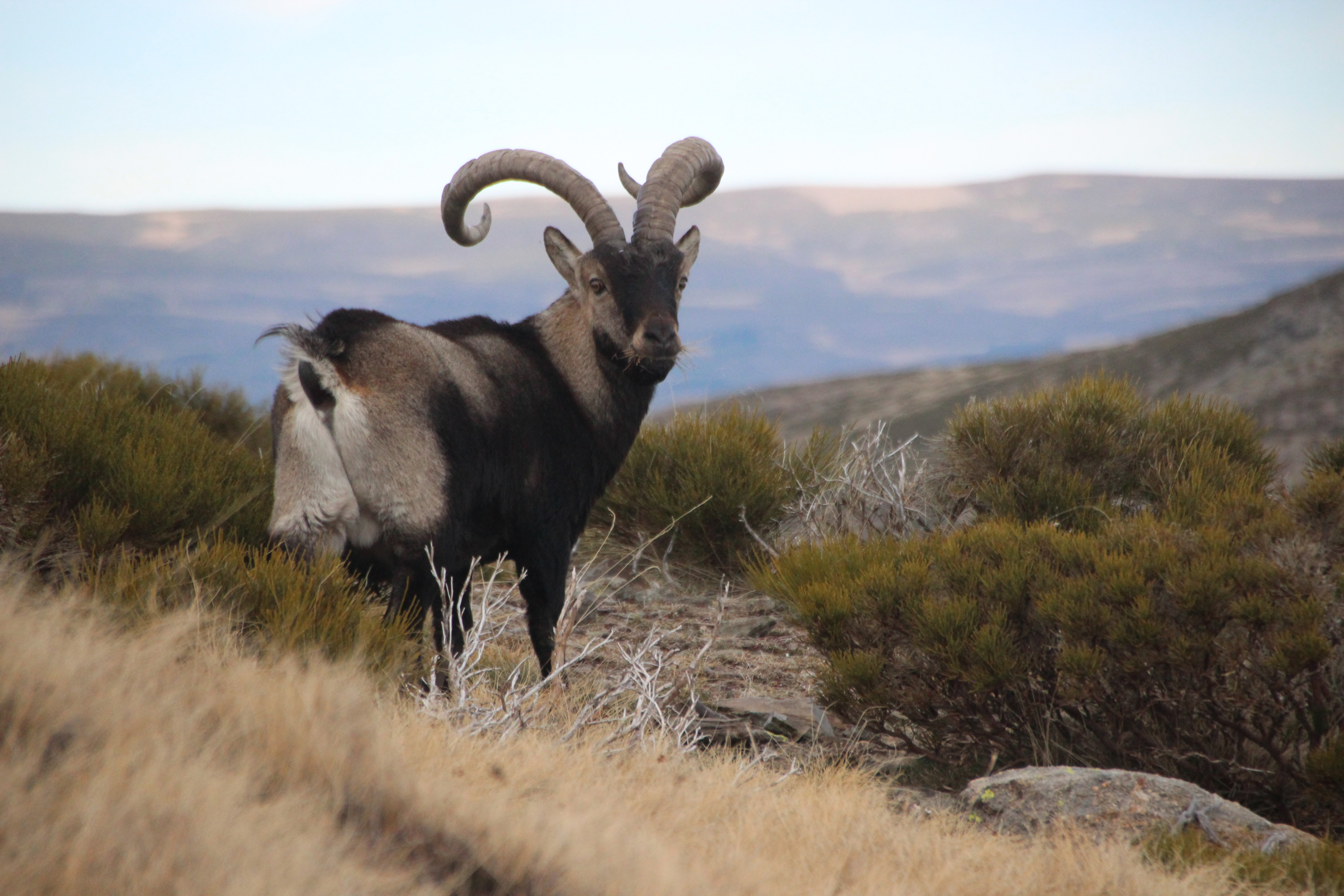
Iberischer Steinbock in der Sierra de Gredos